# Alfons López López
Alfons López López OFMConv., (hiszp.) Alfonso López López (ur. 16 listopada 1878 w Secorún, zm. 3 sierpnia 1936 Samalus na terenie Archidiecezji barcelońskiej) – hiszpański błogosławiony Kościoła katolickiego, męczennik, ojciec zakonny z Zakonu Braci Mniejszych Konwentualnych, ofiara prześladowań antykatolickich okresu hiszpańskiej wojny domowej.

## Życiorys
Urodził się w Diecezji Jaca i na chrzcie otrzymał imię Federico. Za powołaniem w 1906 r. wstąpił do zakonu franciszkańskiego w Granollers. Po formacji, którą odbył we Włoskim Osimo w 1908 r. złożył Profesję zakonną i tam też otrzymał w 1911 r. święcenia kapłańskie. Przyjął imię zakonne Alfons. Skierowany do Loreto przez trzy lata (1912–1915 pełnił posługę spowiednika. Powróciwszy do klasztoru w Granollers został magistrem postulantów i nowicjuszy.
Alfons López López w realizacji apostolatu kierował się miłością do Boga i bliźnich, a także kultem do Najświętszej Maryi Panny. W pracy z kandydatami do życia konsekrowanego uzyskiwał sukcesy dzięki kierowaniu się przykładem własnego życia.
Gdy po wybuchu wojny domowej w Hiszpanii rozpoczęły się prześladowania katolików i 20 lipca 1936 r. bojownicy Iberyjskiej Federacji Anarchistycznej spalili klasztor w Granollers ukrył się u przyjaciół. Zatrzymany został razem z współbratem Michałem Remónem Salvadorem i za cenę życia odmówił apostazji. Rozstrzelani pod wieczór 3 sierpnia w Samalus.
Proces informacyjny odbył się w Barcelonie w latach 1953–1961. Beatyfikowany w grupie Józefa Aparicio Sanza i 232 towarzyszy, pierwszych wyniesionych na ołtarze Kościoła katolickiego w trzecim tysiącleciu przez papieża Jana Pawła II w Watykanie 11 marca 2001 roku.
Wspomnienie liturgiczne obchodzone jest przez katolików w dies natalis (3 sierpnia), a także w grupie męczenników 22 września.